# 小木町 (石川県)
小木町（おぎまち）は、石川県珠洲郡に存在した町である。

## 概要
南東に海、北西に高瀬山や丘陵のある地域で、リアス海岸の九十九湾は天然の良港で小木港が立地している。市街は平地が少なく海を埋め立てて建設されている。

## 地理

### 隣接していた市町村
- 町
  - 宇出津町・松波町

## 歴史

### 沿革
- 1889年（明治22年）4月1日 町村制の施行により、珠洲郡小木村、越坂村及び市之瀬村を廃し、その区域をもって珠洲郡小木村を設置する。
- 1907年（明治40年）10月15日 珠洲郡小木村及び高倉村を廃し、その区域をもって珠洲郡小木村を設置する。
- 1921年（大正10年）1月1日 珠洲郡小木村を廃し、その区域をもって珠洲郡小木町を設置する。
- 1951年（昭和26年）7月18日
  - 字越坂の区域の一部及び字市之瀬の区域は一部を字明野に設定する。
  - 珠洲郡松波町字時長の区域の一部、字山中の区域の一部、字満泉寺の区域の一部及び字不動寺の区域の一部の区域を珠洲郡小木町に編入する。
  - 珠洲郡小木町字真脇の区域の一部、字大沢の区域の一部、珠洲郡松波町旧字時長の区域の一部、旧字山中の区域の一部、旧字満泉寺の区域の一部及び旧字不動寺の区域の一部を字羽生に設定する。羽生の地名は開拓団員の投票で真脇開拓組合長の名字が採用された。
- 1952年（昭和27年）字真脇姫の区域を字姫に設定する。
- 1955年（昭和30年）3月25日  鳳至郡宇出津町、三波村、神野村及び珠洲郡小木町を廃し、鳳至郡宇出津町、三波村、神野村字藤ノ瀬、字宇加塚、字曽又及び字鶴町及び珠洲郡小木町の区域をもって能都町を設置する。能都町が属すべき郡の区域は鳳至郡とする。小木町の10大字は能都町に継承。

## 行政

### 町長
| 代 | 人 | 氏名           | 就任                       | 退任                       | 備考 |
| -- | -- | -------------- | -------------------------- | -------------------------- | ---- |
| 1  | 1  | 山下藤作       | 1889年（明治22年）7月1日   | 1891年（明治24年）         |      |
| 2  | 2  | 中山儀右衛門   | 1891年（明治24年）         | 1894年（明治27年）         |      |
| 3  | 3  | 芳野国太郎     | 1894年（明治27年）12月     | 1895年（明治28年）         |      |
| 4  | 4  | 石川栄太郎     | 1895年（明治28年）         | 1899年（明治31年）         |      |
| 5  | 5  | 山下弥次右衛門 | 1899年（明治31年）         | 1900年（明治32年）         |      |
| 6  | 6  | 新村薩州       | 1899年（明治32年）9月21日  | 1903年（明治36年）9月20日  |      |
| 7  | 6  | 新村薩州       | 1903年（明治36年）10月19日 | 1906年（明治39年）8月31日  |      |
| 8  | 7  | 谷内田徳太郎   | 1906年（明治39年）11月20日 | 1907年（明治40年）10月14日 |      |

| 代 | 人 | 氏名         | 就任                       | 退任                      | 備考     |
| -- | -- | ------------ | -------------------------- | ------------------------- | -------- |
|    |    | 紙谷弥八郎   | 1907年（明治40年）10月15日 | 1908年（明治41年）2月18日 | 事務取扱 |
| 1  | 1  | 山下政次     | 1908年（明治41年）2月19日  | 1910年（明治43年）7月13日 |          |
| 2  | 2  | 山城小左衛門 | 1910年（明治43年）8月2日   | 1914年（大正3年）8月1日   |          |
| 3  | 3  | 外浦龍蔵     | 1914年（大正3年）8月19日   | 1918年（大正7年）8月18日  |          |
| 4  | 4  | 芝西光太郎   | 1918年（大正7年）9月18日   | 1920年（大正9年）2月29日  |          |
| 5  | 5  | 新谷関太郎   | 1920年（大正9年）5月17日   | 1920年（大正9年）12月31日 |          |

| 代 | 人 | 氏名       | 就任                      | 退任                      | 備考 |
| -- | -- | ---------- | ------------------------- | ------------------------- | ---- |
| 1  | 1  | 新谷関太郎 | 1921年（大正10年）1月1日  | 1924年（大正13年）5月16日 |      |
| 2  | 2  | 堂前善太郎 | 1924年（大正13年）6月28日 | 1926年（大正15年）3月10日 |      |
| 3  | 3  | 紙谷弥八郎 | 1926年（大正15年）4月12日 | 1930年（昭和5年）3月30日  |      |
| 4  | 4  | 杉本佐吉   | 1930年（昭和5年）4月7日   | 1932年（昭和7年）10月1日  |      |
| 5  | 5  | 石川慶一郎 | 1932年（昭和7年）10月3日  | 1933年（昭和8年）8月11日  |      |
| 6  |    | 紙谷弥八郎 | 1933年（昭和8年）8月16日  | 1937年（昭和12年）8月15日 |      |
| 7  |    | 杉本佐吉   | 1937年（昭和12年）8月17日 | 1941年（昭和16年）8月16日 |      |
| 8  | 6  | 釣谷武一郎 | 1941年（昭和16年）9月5日  | 1945年（昭和20年）9月4日  |      |
| 9  | 6  | 釣谷武一郎 | 1945年（昭和20年）9月5日  | 1946年（昭和21年）2月26日 |      |
| 10 | 7  | 萩野勝利   | 1946年（昭和21年）4月27日 | 1947年（昭和22年）4月4日  |      |
| 11 | 8  | 桜井祐就   | 1947年（昭和22年）4月5日  | 1951年（昭和26年）4月4日  |      |
| 12 | 8  | 桜井祐就   | 1951年（昭和26年）4月23日 | 1955年（昭和30年）3月24日 |      |